# Ön (vid Simonby, Nagu)
Ön (lokalt; Öijen) med Öudden är en ö nära Sandö i Nagu,  Finland. Den ligger i Skärgårdshavet i Pargas stad i landskapet Egentliga Finland, i den sydvästra delen av landet. Ön ligger omkring 2 kilometer väster om Sandö, 10 kilometer öster om Nagu kyrka, 31 kilometer söder om Åbo och omkring 160 kilometer väster om Helsingfors. Närmaste allmänna förbindelse är förbindelsebryggan vid Pensar som trafikeras av M/S Nordep.
Öns area är 1,86 kvadratkilometer och dess största längd är 2,6 kilometer i sydväst-nordöstlig riktning. Ön höjer sig omkring 45 meter över havsytan.

## Sammansmälta delöar
- Ön 60°10′46″N 22°05′01″Ö / 60.17948°N 22.08349°Ö
- Öudden 60°10′58″N 22°06′23″Ö / 60.18273°N 22.10649°Ö

## Klimat
Inlandsklimat råder i trakten. Årsmedeltemperaturen i trakten är 5 °C. Den varmaste månaden är augusti, då medeltemperaturen är 16 °C, och den kallaste är januari, med −5 °C.